# Лавослав Ружичка

Лавослав (Леополд) Ружичка (на хърватски: Lavoslav (Leopold) Ružička) е хърватско-швейцарски учен, носител на Нобелова награда за химия за 1939 г., заедно с Адолф Бутенант, „за работата му върху полиметилените и висшите терпени“.
През по-голямата част от живота си работи в Швейцария. Има осем доктората хонорис кауза по наука, медицина и право, седем награди и медала и 24 почетни членства в химични, биохимични и други научни дружества.

## Произход и ранни години (1887 – 1910)
Роден е на 13 септември 1887 година във Вуковар, Кралство Хърватия и Славония, тогава в границите на Австро-Унгария. Семейството му е представено главно от занаятчии и земеделци от хърватски произход. Единият от прадядовците му е чех, а друг от прадядовците му е австриец.
Ружичка ходи на средно училище в Осиек, където учи класически науки. Той променя първоначалната си идея да стане свещеник и вместо това започва да изучава технически дисциплини. Избира химията, вероятно надявайки се да получи работно място в новосъздадената захарна рафинерия в Осиек.
Поради трудностите на ежедневния и политически живот, той напуска града и заминава да учи в Технологичния институт в Карлсруе, Германия. Той е добър студент в областите, от които се интересува и за които смята, че ще са му нужни в бъдещето, а по-конкретно – органичната химия. Поради тази причина, неговият преподавател по физикохимия Фриц Хабер (нобелов лауреат през 1918 г.) се противопоставя на неговата академична степен summa cum laude („с най-високи почести“). Въпреки това, в хода на образованието си, Ружичка установява прекрасни отношения с Херман Щаудингер (нобелов лауреат през 1953 г.). Учейки в департамента на Щаудингер, той получава докторска степен през 1910 г. След това се премества в Цюрих, където работи като асистент на Щаудингер.

## Научна дейност (1910 – 1957)
Първите си трудове Ружичка съставя на тема химия и естествени съединения. Занимава се с тази научна област през остатъка от живота си. Той проучва съставките на инсектицид, използван срещу далматинските насекоми и извличан от пиретрини. По този начин Ружичка се запознава с химията на терпена, ароматно масло с растителен произход, представляващо интерес за парфюмерийната индустрия.
През 1916 – 1917 г. получава подкрепата на най-стария производител на парфюми в света, Haarmann & Reimer. С експертиза в областта на терпена, той става старши преподавател през 1918 г., а през 1923 г. е вече почетен професор в Швейцарското висше техническо училище и университета в Цюрих. Там, с група докторанти, той доказва структурата на съединенията мускон и циветон, макроциклични кетонни аромати, добивани от кабарги. Това се първите естествени продукти, за които е показано, че имат пръстени с повече от шест атома, като Ружичка загатва, че циветонът може да има до 17-членен пръстен. През 1904 г. мусконът е изолиран, но не е идентифициран като 3-метилциклопентадеканон, преди Ружичка да подозре наличието на макроцикъл, след като е характеризирал циветона. Той разработва метод за синтезиране на макроцикли, който демонстрира чрез приготвянето на циветон през 1927 г.
През 1921 г. женевският парфюмериен производител Chuit & Naef му предлага сътрудничество. Работейки с компанията, Ружичка постига финансова независимост, но не толкова голяма, колкото желае, затова напуска Цюрих, за да работи за базелската Ciba. През 1927 г. поема директорското място по органична химия в Утрехтския университет в Нидерландия. Той остава в страната за три години, след което се завръща в Швейцария, чиято химическа промишленост е по-развита.
Завърнал се в Швейцарското висше техническо училище в Цюрих, той става професор по органична химия и се отдава на най-успешния период от професионалната си кариера. Разширява кръгозора на изследванията си, добавяйки химията на още терпени и стероиди. След като успешно синтезира полови хормони (андростерон и тестостерон), неговата лаборатория става световен център на органичната химия.
През 1939 г. печели Нобелова награда за химия заедно с Адолф Бутенант. През 1940 г. е поканен от Хърватската химична асоциация, за която изнася лекция пред претъпкана зала със съмишленици. Тема на лекцията е „От далматинския инсектицид до половите хормони“. В същата година става чуждестранен член на Кралската академия на науките и изкуствата на Нидерландия.
През Втората световна война Ружичка губи някои от най-добрите си сътрудници, но възстановява лабораторията си с нови, млади и обещаващи хора. Сред тях е и младият учен и бъдещ нобелов лауреат Владимир Прелог. С новите хора идват нови идеи и нови полета за изследване.
След 1950 г. Ружичка възобновява химичните си изследвания. Той се обръща към биохимията, проблемите на еволюцията и зараждането на живота и особено към биогенезата на терпена. Публикува хипотезата си, че въглеродният скелет на терпена е съставен от правилно и неправилно свързани клетки изопрен, което е и кулминацията на научната му кариера. Пенсионира се през 1957 г., като прехвърля ръководството на лабораторията на Прелог.

## Следващи години (1957 – 1976)
Ружичка прави значителни усилия срещу проблемите в образованието. Той настоява за по-добра организацията на академичното образование и научната работа в новообразуваната Социалистическа федеративна република Югославия и основава Швейцарско-югославското дружество.
Ружичка става почетен академик на тогавашната Хърватска академия на науките и изкуствата в Загреб.
Умира на 26 септември 1976 година в Мемерн (село на брега на Боденското езеро), Швейцария, на 89-годишна възраст.

## Личен живот
Ружичка се жени два пъти: за Анна Хаусман през 1912 г. и за Гертруд Аклин през 1951 г.

## Признание
- В Швейцария на негово име е учредена награда за химия, връчвана на млади химици.
- В родния му Вуковар е открит музей в негова чест през 1977 г.